# Веселий ярмарок
«Веселий ярмарок» — назва збірників гумору та сатири. Виходили з 1983 по 1991 рр.
Всього 8 випусків: щорічно, крім 1990 р. у видавництві «Радянський письменник» (Київ). Тираж різний:30-115 тис. екз.
Упорядники: Крижанівський А., Немирович І., Цеков Ю. І..
Редколегія: Бортняк А. А., Жолдак О. І., Зуб І. В., Карпенко М. І., Лагода В. К., П'янов В. Я., Сочивець І. Й., Чорногуз О. Ф.
Художники: Дахно М., Пугачевський А. М.
Збірник мав розділи-рубрики: «Гуморески-усмішки. Байки. Памфлети. Фейлетони.», «Епіграми, мініатюри», «Епітафії», «Скоромовки», «Парнаський пересмішник», «Із гумористичної спадщини», «Дітям — іскринки з веселої скриньки», «Заморські гості», «Із сусіднього ярмарку», «Наш календар», «Наш вернісаж».
Автори: Баранов В., Білоус Д., Вовк М., Голець Я., Кругляк Ю., Куліш-Зіньків Л., Мартинов В., Січовик І., Шанін Ю., Ющенко О. та ін.
Автори-карикатуристи: Василенко А., Казаневський В., Кособукін Ю., Юнак Т.
У збірнику вміщено матеріали про видатних українських гумористів й сатириків, крім їх власних творів та перекладів. Є фоторепортажі з мистецьких подій. Багато творів носять ідеологічний відбиток тих часів.

## Випуски
- 1. 1983 р.,319с.;30000
- 2. 1984р,431с.;65000
- 3. 1985 р.,544с.;65000
- 4. 1986 р.,510с.;115000
- 5. 1987 р.,383с.;100000
- 6. 1988 р.,543с.;100000;ISBN 5-333-00058-1
- 7. 1989 р.,459с.(464с.); 115000;ISBN 5-333-00224-X[5]
- 8. 1991 р.368с.;65000;ISBN 0236-2805.